# The Best of Syd Barrett: Wouldn't You Miss Me?
The Best of Syd Barrett: Wouldn't You Miss Me? je páté výběrové album britského zpěváka a kytaristy Syda Barretta, jednoho ze spoluzakladatelů skupiny Pink Floyd. Album vyšlo na jaře 2001 (viz 2001 v hudbě).
The Best of Syd Barrett: Wouldn't You Miss Me? je standardní jednodiskovou kompilací Barrettových písní z alb The Madcap Laughs, Barrett a Opel. Deska obsahuje také píseň „Two of a Kind“, která vyšla na nedostupném EP The Peel Session a kterou pravděpodobně napsal klávesista Rick Wright. Na albu Wouldn't You Miss Me? se rovněž nachází dosud nevydaná skladba „Bob Dylan Blues“ pocházející z nahrávek, které vlastní David Gilmour.

## Seznam skladeb
Všechny skladby napsal(i) Syd Barrett, vyjma těch, kde jsou uvedeni autoři. 
| Pořadí         | Název                              | Autor          | Původní album            | Délka |
| -------------- | ---------------------------------- | -------------- | ------------------------ | ----- |
| 1.             | Octopus                            |                | The Madcap Laughs (1970) | 3:48  |
| 2.             | Late Night                         |                | The Madcap Laughs (1970) | 3:14  |
| 3.             | Terrapin                           |                | The Madcap Laughs (1970) | 5:03  |
| 4.             | Swan Lee (Silas Lang)              |                | Opel (1988)              | 3:14  |
| 5.             | Wolfpack                           |                | Barrett (1970)           | 3:45  |
| 6.             | Golden Hair                        | Barrett, Joyce | The Madcap Laughs (1970) | 2:00  |
| 7.             | Here I Go                          |                | The Madcap Laughs (1970) | 3:11  |
| 8.             | Long Gone                          |                | The Madcap Laughs (1970) | 2:49  |
| 9.             | No Good Trying                     |                | The Madcap Laughs (1970) | 3:25  |
| 10.            | Opel                               |                | Opel (1988)              | 6:26  |
| 11.            | Baby Lemonade                      |                | Barrett (1970)           | 4:10  |
| 12.            | Gigolo Aunt                        |                | Barrett (1970)           | 5:45  |
| 13.            | Dominoes                           |                | Barrett (1970)           | 4:06  |
| 14.            | Wouldn't You Miss Me (Dark Globe)  |                | The Madcap Laughs (1970) | 3:01  |
| 15.            | Wined and Dined                    |                | Barrett (1970)           | 2:56  |
| 16.            | Effervescing Elephant              |                | Barrett (1970)           | 1:55  |
| 17.            | Waving My Arms in the Air          |                | Barrett (1970)           | 2:07  |
| 18.            | I Never Lied to You                |                | Barrett (1970)           | 1:49  |
| 19.            | Love Song                          |                | Barrett (1970)           | 3:02  |
| 20.            | Two of a Kind                      | Wright         | The Peel Session (1988)  | 2:35  |
| 21.            | Bob Dylan Blues                    |                | —                        | 3:14  |
| 22.            | Golden Hair (instrumentální verze) |                | Opel (1988)              | 1:50  |
| Celková délka: | Celková délka:                     | Celková délka: | Celková délka:           | 63:30 |